# دنیل من
دنیل من (انگلیسی: Daniel Mann؛ ۸ اوت ۱۹۱۲ – ۲۱ نوامبر ۱۹۹۱) کارگردان اهل ایالات متحده آمریکا بود. برخی از فیلم‌هایی که او کارگردانی کرده‌است عبارتند از: برگرد، شبای کوچک، خالکوبی رز، متیلدا و فردا گریه می‌کنم.